# Wizard
A Wizard egy ütésszerző kártyajáték három–hat fő részére. A játékot 1984-ben a kanadai Ken Fisher fejlesztette ki családja segítségével a rikiki alapján. 1986-ban jelent meg a kereskedelmi forgalomban.

## A kártyapakli
A Wizard-pakli hatvan lapból áll: ötvenkettő a francia kártya jokerek nélküli lapja (ezek az európai kiadásban négy színre és számokra lettek cserélve), négy varázsló és négy bolond. A bolondok a legkisebb értékűek, utánuk következik a kettestől az ászig a többi lap, végül a négy varázsló a legerősebb.

## Játékmenet
A játék célja helyesen megjósolni az adott körben elvitt ütések számát. Helyes tipp esetén pozitív, rossz tipp estén negatív pont jár. Meghatározott számú kör után a legtöbb ponttal rendelkező játékos a győztes. A játék 10–20 körig tart a játékosszámtól függően, és három részből (osztás, jóslás és lejátszás) tevődik össze.
Az első körben minden játékos egy lapot kap, a következő körökben mindig eggyel nő a kiosztott lapok száma, egészen az utolsó körig, ahol minden lap kiosztásra kerül. Három játékos esetén húsz-, négy játékos esetén tizenöt, öt játékos esetén tizenkét és hat játékos esetén tízkörös a játék. Az osztás után a pakli tetejéről egy lap felfordításra kerül, ez adja meg az adu színét. Ha nem maradt kártya (utolsó kör), illetve ha bolondot fordítanak fel, akkor abban a körben nincs adu, ha pedig varázsló kerül felfordításra, akkor az osztó határozza meg az adu színét.
A kártyák megnézése után az osztótól balra ülő játékostól kezdve minden játékos megjósolja az ütései számát, nullától a kiosztott lapok számáig. Ezeket egy pontozólapra felírva rögzítik.
Az osztótól balra ülő játékos ezután kijátszik egy lapot, amelyre a többiek az óramutató járása szerinti sorrendben válaszolnak. Amennyiben a kijátszott lap nem bolond vagy varázsló, a következő játékosnak követni kell az adott színt, de bolondot és varázslót mindig tehet. A bolondot minden más kártya üti, kivéve ha csak bolond van egy ütésben: ekkor az első bolond viszi az ütést. Ha bolond kártya van kihívva, akkor az ütésbe tett első színnel rendelkező kártya adja meg a követendő színt. Varázsló hívásakor bármilyen kártya bekerülhet az ütésbe. Az ütésbe tett első varázsló üti az összes kártyát, ennek hiányában a hívott színnel megegyező legerősebb lap.
A kör végén minden játékosnak meghatározzuk a szerzett pontjait. Helyes jóslás esetén húsz, plusz ütésenként tíz pont jár. Helytelen jóslás esetén minden több, illetve kevesebb ütésenként mínusz tíz pont jár.

## Opcionális szabályok
Ezek a szabályok érdekesebbé teszik a játékot, hiszen adott esetben a játékosok közül valaki biztosan negatív pontot fog kapni. Míg az amerikai kontinensen jellemzően a kanadai szabály szerint játszanak, addig Európában a plusz/mínusz szabály az elterjedt. A magyar versenyeken és a világbajnokságon is ez utóbbit alkalmazzák.

### Kanadai szabály
Ha az osztónak (utolsó jósló) az adott körben a legtöbb pontja van (nem áll döntetlenben), akkor nem jósolhat olyan számot, amellyel az összes bemondott jóslás száma megegyezne az adott kör összes ütésszámával, de nullát mindig mondhat.

### Plusz/mínusz szabály
Annyiban tér el a kanadai szabálytól, hogy itt az utolsó játékosnak mindenképpen olyan számot kell mondania, amellyel a összes bemondott jóslás száma eltér az adott kör ütésszámától.

## Variációk

### Titkos jóslás
A játékosok jóslataikat nem mondják be, hanem leírják egy lapra, és lefordítva kiteszik maguk elé. A jóslatokat a játékosok csak az ütések után fedik fel.

## Versenyek

### Országos Wizard-bajnokság
A játék hazai kiadója, a Piatnik 2011 óta rendezi meg az éves nemzeti bajnokságot. Az országban működő társasjátékklubok, baráti társaságok selejtezőin keresztül lehet a nagydöntőbe bejutni. A koronavírus járvány után, 2021-től nyílt versenyként lett meghirdetve. A versenyre általában ősszel kerül sor.

#### Magyar bajnokok a címek száma szerint
| A címek száma | Név             | A versenygyőzelem éve  |
| ------------- | --------------- | ---------------------- |
| 4             | Pólya Antal     | 2013, 2015, 2016, 2022 |
| 4             | Suba Gergely    | 2011, 2014, 2021, 2023 |
| 1             | Bonyhádi Aranka | 2024                   |
| 1             | Kis Levente     | 2019                   |
| 1             | Lencsés Ákos    | 2018                   |
| 1             | Markos Ede      | 2012                   |
| 1             | Simon Róbert    | 2017                   |

#### Az országos bajnokságok és helyezettjeik
| A bajnokság sorszáma | Dátum                | A résztvevők száma                    | Első helyezett                        | Második helyezett                     | Harmadik helyezett                    | Negyedik helyezett                    |
| -------------------- | -------------------- | ------------------------------------- | ------------------------------------- | ------------------------------------- | ------------------------------------- | ------------------------------------- |
| I.                   | 2011. szeptember 24. | 9                                     | Suba Gergely                          | Balogh János                          | Klausz Milán                          | Török Ferenc                          |
| II.                  | 2012. október 6.     | 13                                    | Markos Ede                            | Faragó Sándor                         | Icsei Gergely                         | Huber Judit                           |
| III.                 | 2013. szeptember 7.  | 19                                    | Pólya Antal                           | Suba Gergely                          | Kis Ferenc                            | Papp Judit                            |
| IV.                  | 2014. szeptember 20. | 22                                    | Suba Gergely                          | Pólya Antal                           | Gyöngyösi Edina                       | Iványosi-Szabó Gábor                  |
| V.                   | 2015. szeptember 5.  | 28                                    | Pólya Antal                           | Lencsés Ákos                          | Mandics Zoltán                        | Iványosi-Szabó Gábor                  |
| VI.                  | 2016. szeptember 17. | 30                                    | Pólya Antal                           | Suba Gergely                          | Iványosi-Szabó Marika                 | Faragó Sándor                         |
| VII.                 | 2017. szeptember 23. | 19                                    | Simon Róbert                          | Lencsés Ákos                          | Balogh János                          | Mandics Zoltán                        |
| VIII.                | 2018. október 6.     | 28                                    | Lencsés Ákos                          | Icsei Gergely                         | Ökrös Zsigmond                        | Rózsa Dávid                           |
| IX.                  | 2019. október 12.    | 20                                    | Kis Levente                           | Szűcs Gábor                           | Ökrös Zsigmond                        | Gárdonyi Zsuzsa                       |
| X.                   | 2020                 | A koronavírus-járvány miatt elmaradt. | A koronavírus-járvány miatt elmaradt. | A koronavírus-járvány miatt elmaradt. | A koronavírus-járvány miatt elmaradt. | A koronavírus-járvány miatt elmaradt. |
| XI.                  | 2021. október 9.     | 30                                    | Suba Gergely                          | Lencsés Ákos                          | János Zsuzsa Anna                     | Bárczi Róbert                         |
| XII.                 | 2022. december 3.    | 28                                    | Pólya Antal                           | Pólya Olivér                          | Suba Gergely                          | Kovács Béla                           |
| XIII.                | 2023. május 13.      | 21                                    | Suba Gergely                          | Faragó Tamás                          | Kis Ferenc                            | Csányiné Pataki Eszter                |
| XIV.                 | 2024. november 2.    | 26                                    | Bonyhádi Aranka                       | Suba Gergely                          | Markos Ede                            | Faragó Tamás                          |

### Világbajnokság
2008-ban Kanadában megrendezték a szokásos észak-amerikai Wizfest-versenyt, amelyre meghívást kapott a négy legjobb német versenyző, illetve rajtuk kívül egy japán és egy angol játékos, de ez még nem volt hivatalos világbajnokság. 2010 óta rendeznek hivatalos Wizard-világbajnokságot a német Amigo cég szervezésében. 2014-ig a részt vevő országok legfeljebb két játékost küldhettek, 2015-től több játékost is indíthat egy-egy nemzet. 2016 óta a döntőbe jutott játékosok automatikus kvalifikációt szereznek a következő világbajnokságra.
| Év   | Helyszín                              | Győztes                               | Második                               | Harmadik                                | Negyedik                              |                                       |
| 2010 | Darmstadt Németország                 | Josef Sigl Németország (GER)          | Balogh János Magyarország (HUN)       | Astrid Hiob Németország (GER)           | Ken McCoy Egyesült Államok (USA)      |                                       |
| 2011 | Budapest Magyarország                 | Beate Punz Ausztria (AUT)             | Heiko Eckrich Németország (GER)       | Karl Anderson Kanada (CAN)              | Rainer Keller Németország (GER)       |                                       |
| 2012 | Bécs Ausztria                         | Thomas Kessler Svájc (SUI)            | Markos Ede Magyarország (HUN)         | René Punz Ausztria (AUT)                | Emilie Badey Franciaország (FRA)      |                                       |
| 2013 | Eindhoven Hollandia                   | Christian Adolph Németország (GER)    | Daniël Muilwijk Hollandia (NED)       | Keith Gill Egyesült Államok (USA)       | René Punz Ausztria (AUT)              |                                       |
| 2014 | Athén Görögország                     | Suba Gergely Magyarország (HUN)       | Pólya Antal Magyarország (HUN)        | René Punz Ausztria (AUT)                | Spyros Keramas Görögország (GRE)      |                                       |
| 2015 | Prága Csehország                      | Hans Mostböck Ausztria (AUT)          | Manfred Werlein Ausztria (AUT)        | Mario Phenix Kanada (CAN)               | Spyros Keramas Görögország (GRE)      |                                       |
| 2016 | Budapest Magyarország                 | Robert Laschkolnig Svájc (SUI)        | George Wellsbury Kanada (CAN)         | Tatjana Punz Ausztria (AUT)             | Pólya Antal Magyarország (HUN)        |                                       |
| 2017 | Riga Lettország                       | Ignaz Punz Ausztria (AUT)             | Vasilis Papadakis Görögország (GRE)   | Symeon Panagiotoglou Görögország (GRE)  | Simon Róbert Magyarország (HUN)       |                                       |
| 2018 | Varsó Lengyelország                   | Vasilis Papadakis Görögország (GRE)   | Lencsés Ákos Magyarország (HUN)       | Tatjana Punz Ausztria (AUT)             | Beate Punz Ausztria (AUT)             |                                       |
| 2019 | Antwerpen Belgium                     | Spyros Keramas Görögország (GRE)      | Vasilis Papadakis Görögország (GRE)   | Marina Navarrete Egyesült Államok (USA) | Szűcs Gábor Magyarország (HUN)        |                                       |
| 2020 | A koronavírus-járvány miatt elmaradt. | A koronavírus-járvány miatt elmaradt. | A koronavírus-járvány miatt elmaradt. | A koronavírus-járvány miatt elmaradt.   | A koronavírus-járvány miatt elmaradt. | A koronavírus-járvány miatt elmaradt. |
| 2021 | A koronavírus-járvány miatt elmaradt. | A koronavírus-járvány miatt elmaradt. | A koronavírus-járvány miatt elmaradt. | A koronavírus-járvány miatt elmaradt.   | A koronavírus-járvány miatt elmaradt. | A koronavírus-járvány miatt elmaradt. |
| 2022 | Bécs Ausztria                         | Sebastian Holzer Ausztria (AUT)       | Suba Gergely Magyarország (HUN)       | Mario Phenix Kanada (CAN)               | Tim Burton Egyesült Államok (USA)     |                                       |
| 2023 | Prága Csehország                      | Alexander Kube Németország (GER)      | Tatjana Punz Ausztria (AUT)           | Carles Rodon Spanyolország (ESP)        | Nadine Punz Ausztria (AUT)            |                                       |
| 2024 | Stuttgart Németország                 | Spyros Keramas Görögország (GRE)      | Alexander Ulbricht Olaszország (ITA)  | Faragó Tamás Magyarország (HUN)         | Vasielios Tsafos Görögország (GRE)    |                                       |